# TA3
TA3 es un canal de televisión privado de Eslovaquia perteneciente a Blueberg Media. Se trata de un canal informativo.

## Historia
El canal inició emisiones el 23 de septiembre de 2001, aunque su primera emisión especial tuvo lugar el 11 de septiembre de 2001 debidos a los atentados ocurridos dicho día, coincidiendo con sus emisiones en pruebas.
La licencia de emisión es propiedad de CEN, sro. Más tarde, TA3 fue comprado por Grafobal. Entre 2004 y 2007, el propietario del canal fue J&T, que lo vendió de nuevo a Grafobal.
El 24 de abril de 2013, TA3 empezó a emitir en televisión digital terrestre. Sin embargo, su emisión en TDT cesó el 1 de noviembre de 2020 al no llegar a un acuerdo con Towercom. Desde entonces, el canal emite vía satélite y se encuentra disponible en las principales plataformas de cable de Eslovaquia.
Desde el 11 de septiembre de 2021, TA3 emite las 24 horas. Además, el canal adoptó su actual imagen corporativa dicho día.
En enero de 2022, Grafobal vendió TA3 a Blueberg Media, actual propietario del canal.

## Programación
La programación de TA3 incluye noticias nacionales, internacionales, económicas, regionales y deportivas, cultura y debates políticos. Por la tarde, a las 18:30, comienza Hlavné správy. Los programas más vistos del canal son: V politike, Hlavné správy, Téma dňa, Tak takto?! y Motoring. TA3 recibe regularmente premios en la encuesta internacional de Reuters para el Estudio del Periodismo como la marca de medios más confiable.

## Imagen corporativa

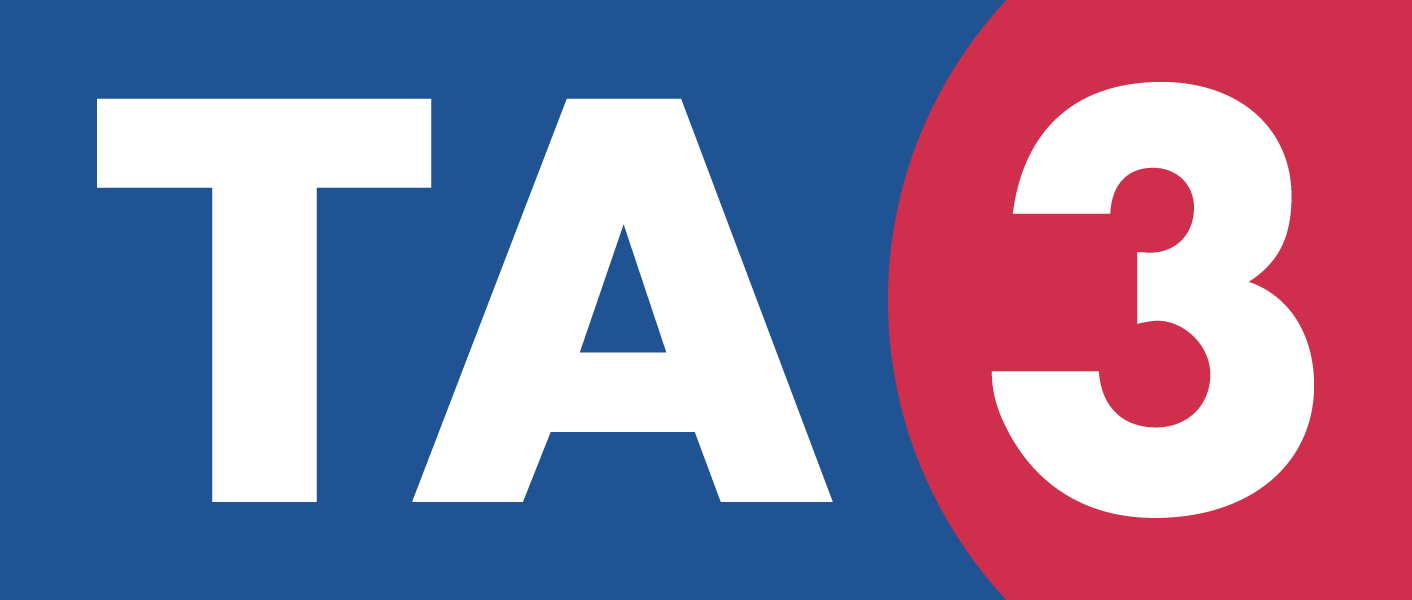
2015 - 2021
Desde 2021